# George Assaky
George Assaky (n. 1 ianuarie 1855, Iași, Moldova – d. 29 aprilie 1899, București, România) a fost unul dintre primii chirurgi români care au introdus principii moderne de asepsie și antisepsie. A fost unul dintre precursorii neurochirurgiei moderne și membru corespondent al Academiei Române. A fost nepotul cărturarului Gheorghe Asachi.

## Date biografice

### Educație
După absolvirea liceului în 1873, George Assaky a plecat în Franța. S-a înscris la Facultatea de medicină a Universității din Montpellier, iar în anul următor s-a transferat la secția echivalentă a Universității din Paris, de unde a și absolvit. Între 1875 și 1877 a lucrat în laboratorul de embriologie la Collège de France. S-a întors în țară în timpul Războiului de independență și a lucrat ca medic voluntar pentru a îngriji soldații răniți. Ulterior a revenit în Franța pentru a-și continua studille, iar în 1879 s-a clasat primul la un examen de evaluare a internilor din Paris. Până în 1882 a lucrat ca intern chirurg în Paris. În 1886 a susținut teza de doctorat cu lucrarea De suture des nerfs à distance, în care a expus o originală tehnică operatorie neurochirurgicală, cunoscută ulterior pe plan mondial sub numele de operația Assaky.

### Contribuții în domeniul medical
George Assaky a introdus chirurgia experimentală, a aplicat pentru prima dată „metoda Koch” în tratamentul tuberculozei, a impus reguli antiseptice stricte, a folosit în operații mănușile de ață și de cauciuc și masca. El a descris un tubercul osos în articulația scapulo-umerală, denumit ulterior tuberculul Assaky.
A fondat un institut chirurgical la Spitalul Filantropia din București și a participat la Congresul Medical Internațional din Washington D.C. în septembrie 1887. În același an a renunțat la titlul de profesor agregat obținut prin concurs la Universitatea din Lille și a început să lucreze la Spitalul Colțea din București, ca șef al diviziei chirurgicale. În 1889 a plecat din nou în Franța și a lucrat ca profesor agregat la Universitatea din Lille. A revenit definitiv în țară în 1897 ca șef al institutului ginecologic nou înființat și profesor de ginecologie clinică. A decedat după doi ani, la vârsta de 44 de ani.
Teza lui de doctorat a primit premiul Academiei Naționale de Medicină din Franța, iar operația Assaky a devenit un precursor al neurochirurgiei și al tehnicilor experimentale în domeniu. În 1890 a fost ales membru corespondent al Academiei Române.